# 樱间幸次
樱间幸次（日语：／ Sakurama Kōji，1938年2月12日—），日本男子摔跤运动员。他曾代表日本参加1964年和1968年夏季奥林匹克运动会摔跤比赛，最好名次为1968年奥运会的第五名。